# Айрон (округ, Висконсин)

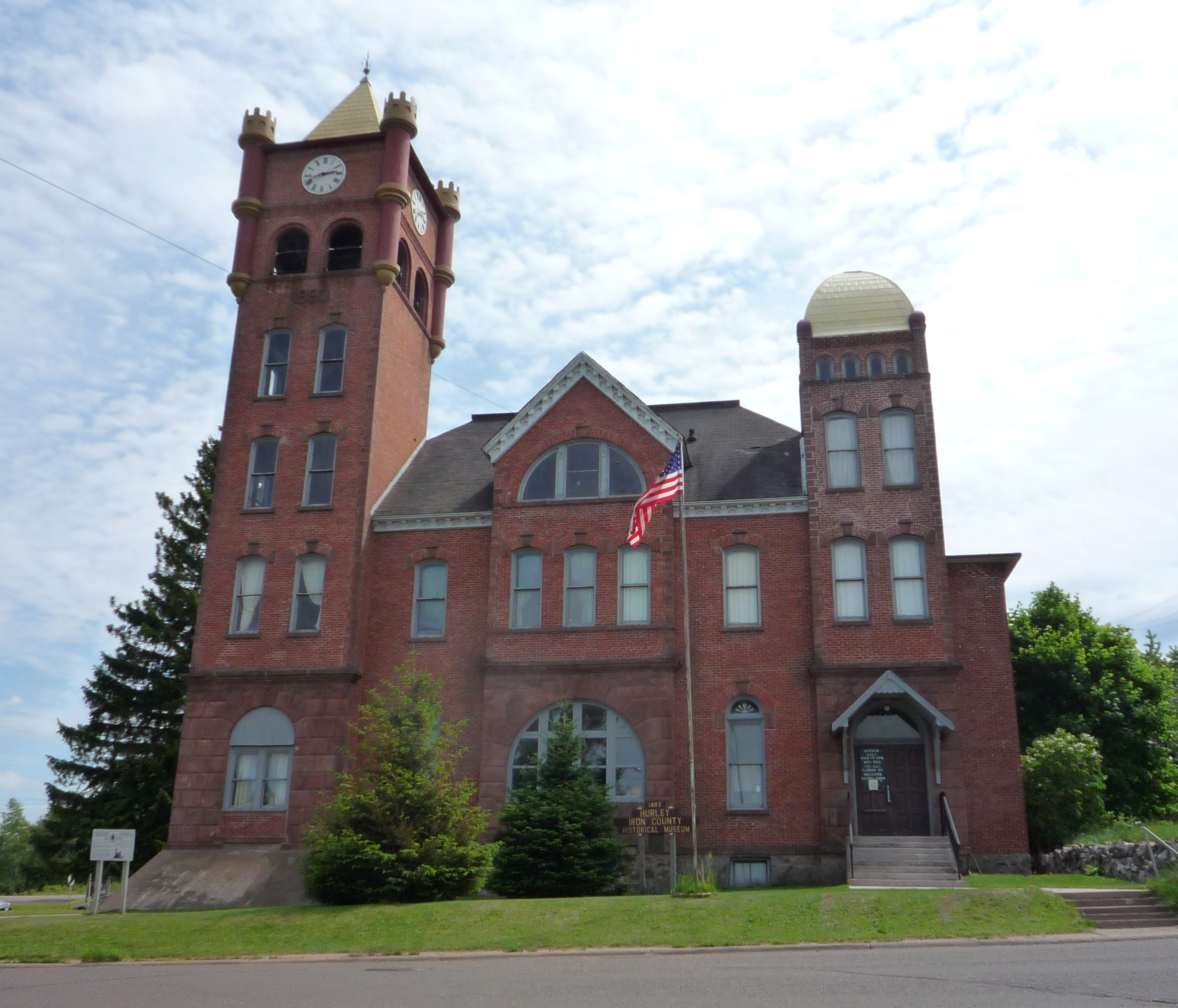
Старое Здание суда округа Айрон

Округ Айрон — округ в штате Висконсин, США. Население округа на 2000 год составляло 6861 человек. Административный центр округа — город Херли.

## География
Округ имеет общую площадь 2380 км² из которых 1960 км² приходится на сушу и 419,6 км² (17.62 %) на воду.

## Основные автомагистрали
| - Автомагистраль 2 - Автомагистраль 51 - Автомагистраль 47 (Висконсин) - Автомагистраль 77 (Висконсин) | - Автомагистраль 122 (Висконсин) - Автомагистраль 169 (Висконсин) - Автомагистраль 182 (Висконсин) |

## Демография

Пирамида Возраста переписи 2000 года для округа Айрон.

По данным переписи населения 2000 года в Округе Айрон проживало 6 861 человек, насчитывалось 3083 домашних хозяйств и 1960 семей, проживающих в округе. Средняя плотность населения составляла около 9 человек на  квадратную милю(4 чел./км²). Расовый состав Округа Айрон по данным переписи распределился следующим образом: 98,28 % белых, 0,09 % — чёрных или афроамериканцев, 0,60 % — коренных американцев, 0,13 % — азиатов, 0,80 % — представителей смешанных рас, 0,06 % — других народностей. Испаноговорящие составили 0,66 % от всех жителей округа.
Из 3083 домашних хозяйств в 22,20 % — воспитывали детей в возрасте до 18 лет, 53,00 % представляли собой совместно проживающие супружеские пары, в 7,00 % семей женщины проживали без мужей, 36,40 % не имели семей. 32,00 % от общего числа семей на момент переписи жили самостоятельно, при этом 16,30 % составили одинокие пожилые люди в возрасте 65 лет и старше. Средний размер домашнего хозяйства составил 2,19 человека, а средний размер семьи — 2,74 человека.

## Населенные пункты

### Крупные города
- Херли[англ.]
- Монтреол

### Города
- Андерсон
- Найт
- Морган
- Ома
- Мерсер
- Кэри
- Шерман